# Mesa luminosa

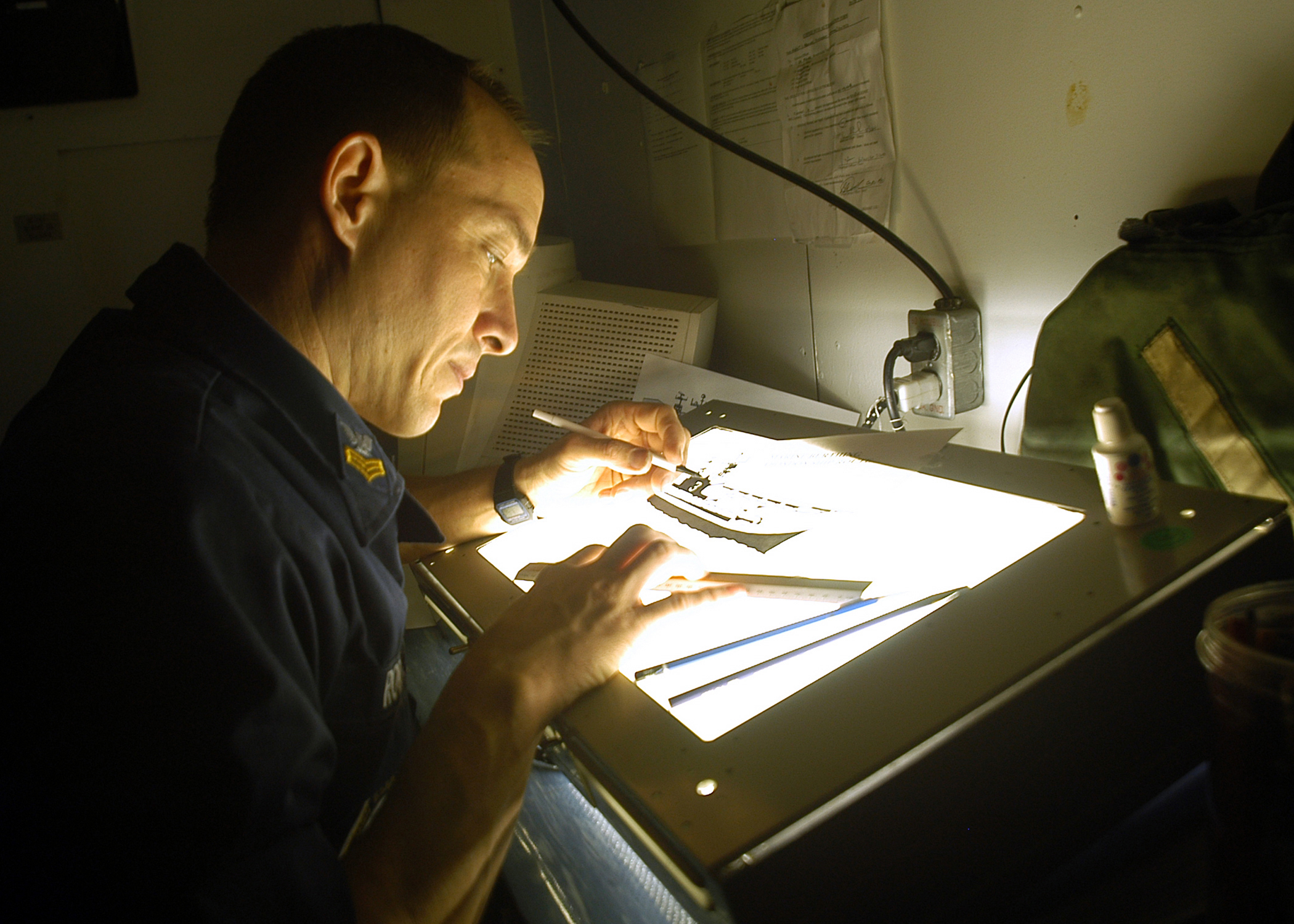
Mesa luminosa

Una mesa de luz es un dispositivo de visualización que se utiliza para revisar película fotografía o ilustraciones transparentes sobrepuestas a la misma. Suministra una iluminación uniforme del sujeto desde abajo a través de una cubierta translúcida iluminada normalmente con tubos fluorescentes debido al poco calor que emiten.
Algunas mesas de luz pueden ser como grandes cajas luminosas aguantadas en posición horizontal mediante algún tipo de soporte (patas) que permite poner hojas de papel o películas sobre su superficie de trabajo para verlas mejor o reseguirlas a lápiz mientras se está sentado cómodamente en una silla de oficina, pero otras son más complejas e incluyen complicados estereoscopios integrados formando una sola unidad. Este tipo es el utilizado por los escuadrones Tomcat para la interpretación de fotografías aéreas.

## Usos

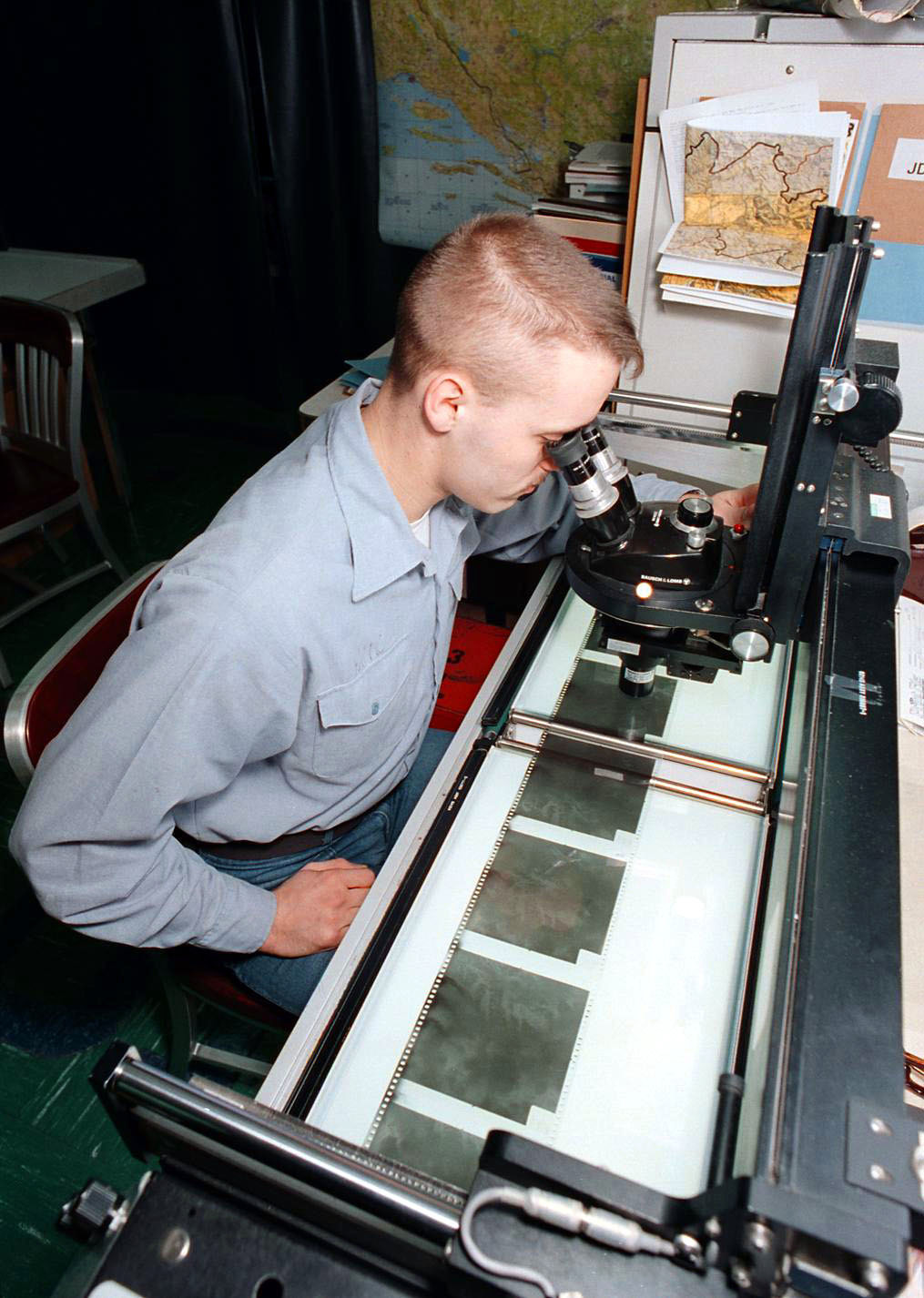
Un especialista utiliza una tabla luminosa para analizar la película de una cámara KS-87

Se utilizan sobre todo en los oficios de artes gráficas para calcar dibujos, especialmente en el mundo de los dibujos animados o de los cómics. Otro uso es por ejemplo para revisar una película fotográfica, fotolitos o cualquier tipo ilustraciones que se puedan colocar encima.
En general: Calcado profesional en animación, historietas, creación diseño y dibujo, enseñanza, arquitectura, decoración de interiores, moda, visionado de radiografías en hospitales (rayos X, resonancia magnética, etc..)

### Escuadrones Tomcat
Contaban con un equipo de fotógrafos de la marina de guerra encargados del mantenimiento y proceso de las imágenes. Los escuadrones incluían Oficiales de Inteligencia especialistas con la misión de ayudar en la posterior explotación de las imágenes de los mapas en 3D.
Se llevaba a cabo el mantenimiento de las cámaras, se retiraban los cartridges, luego se procesaba la película y se llevaba a una sala de tratamiento relacionada con el Centro de Inteligencia de la nave (CVIC). Los especialistas de inteligencia, tenían un espacio dedicado a ellos con una  mesa luminosa con visión estereoscópica, diseñada especialmente para analizar los cientos de pies de película y poder explotar los datos.